# Mammouth (locomotive)
Pour les articles homonymes, voir Mammouth (homonymie).

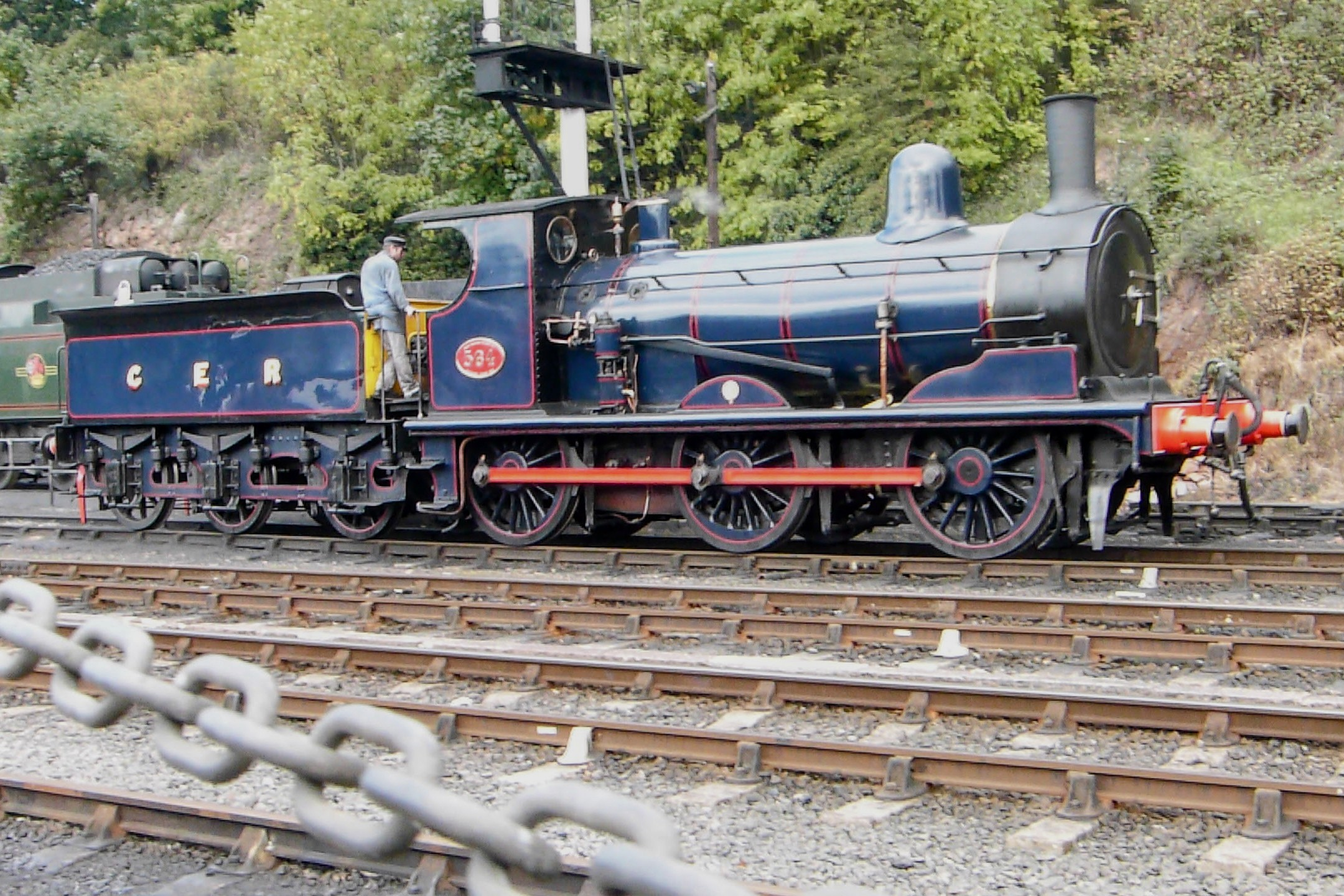
030 à cylindres intérieurs (classe Y14) du Great Eastern Railway anglais.

Mammouth est un type de locomotive à vapeur dont les essieux ont la configuration suivante :
- 3 essieux moteurs
- Cylindres intérieurs

## Codifications
Ce qui s'écrit :
- 0-6-0 en codification Whyte.
- 030 en codification d'Europe continentale.
- C en codification allemande et italienne.
- 33 en codification turque.
- 3/3 en codification suisse.

## Utilisation
Cette configuration fut utilisée sur les locomotives de ligne les plus puissantes des débuts du chemin de fer.
On distingue les Mammouth des Bourbonnais à configuration d'essieux identique par le fait qu'elles ont une distribution et un mécanisme intérieurs au châssis, l'accouplement des essieux moteurs étant extérieur.

### France

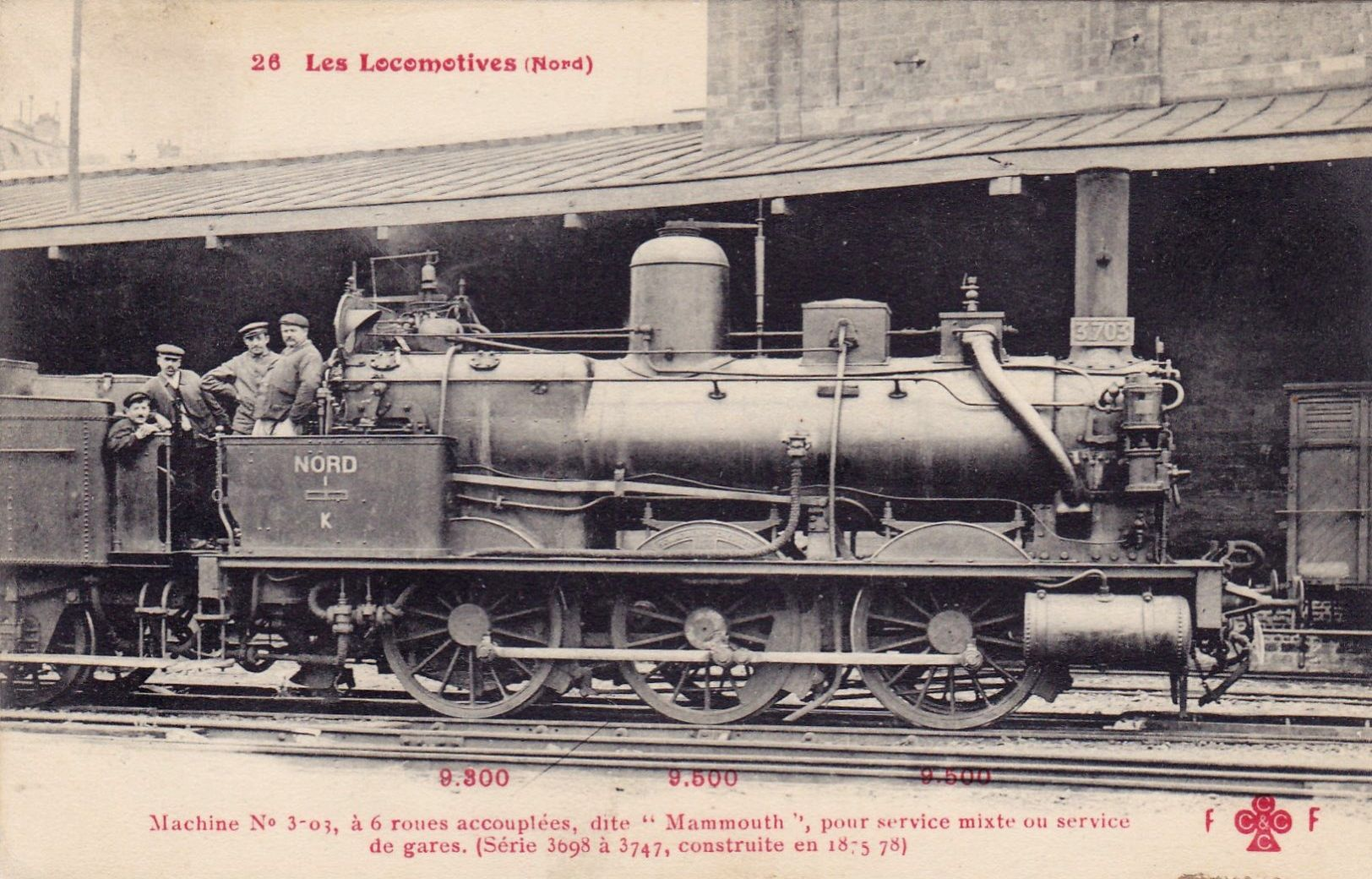
La 3.703 des Chemins de fer du Nord

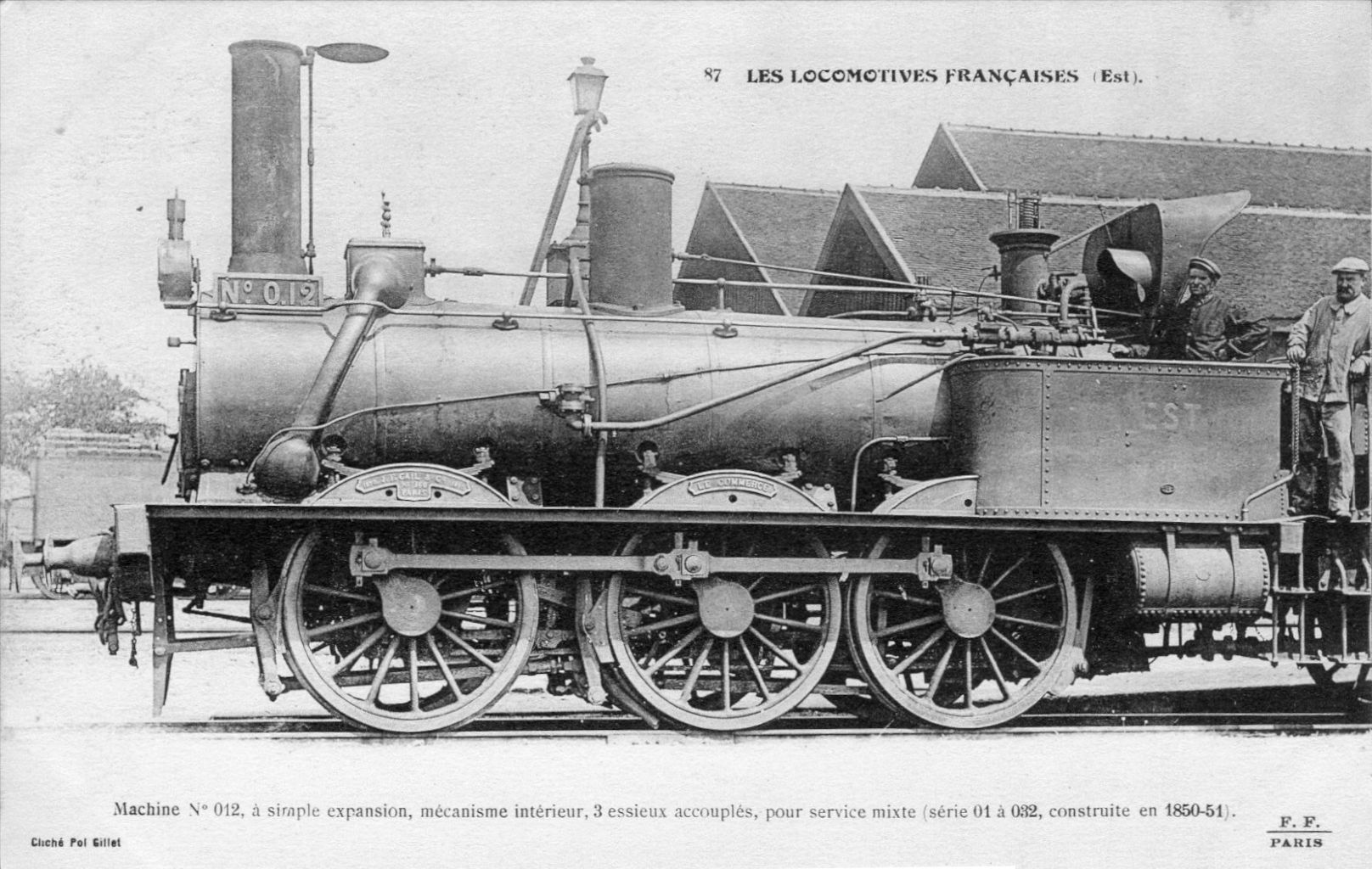
Mammouth no 012 des Chemins de fer de l'Est.

Compagnie du Nord030 Nord 3.201 à 3.264 de 1846
030 Nord 3.265 à 3.274 de 1849
030 Nord entre 3.275 et 3.300 de 1852
030 Nord 3.606 à 3.787 (en) de 1860-1882
Réseau de l'ALG4 et G4.1 EL 3801 à 3893 de 1895 à 1904, future : 1-030 C 810 pour la survivante
Compagnie de l'Est030 Est 1002 à 1005 de 1893, futures :  1-030 A 2, 4 et 5
030 Est 3001 à 3014 de 1895 et 1896, futures : 1-030 B 1 à 14

### Belgique
La disposition Mammouth fut appliquée à la quasi-totalité des locomotives à tender séparé pour trains de marchandises des Chemins de fer de l'État belge construites entre 1860 et 1910.
Locomotives Belpaire de première générationType 30 et 33 (30 exemplaires, foyer Belpaire rond)
Type 28 à foyer Belpaire carré (288 exemplaires dont quelques types 30 et 33 transformés)
Type 2, version du type 28 à grandes roues pour trains de voyageurs (137 exemplaires, dont des type 28 transformées)
Type 29, version à plus petites roues du type 28 (539 exemplaires dont plusieurs types 30, 33, 28, 2 et 2bis transformées)
Seconde générationType 25, locomotives de grandes dimensions avec un foyer Belpaire débordant (472 exemplaires)
Type 25bis État belge puis type 26 SNCB, transformation avec un foyer profond
Locomotives "Mac Intosh" d'inspiration écossaiseType 30, copie fidèle des locomotives du Caledonian avec un foyer plus profond
Type 32 État belge puis type 44 SNCB, version agrandie (502 exemplaires)
Type 32S État belge puis type 41 SNCB, équipée de la surchauffe (307 exemplaires).

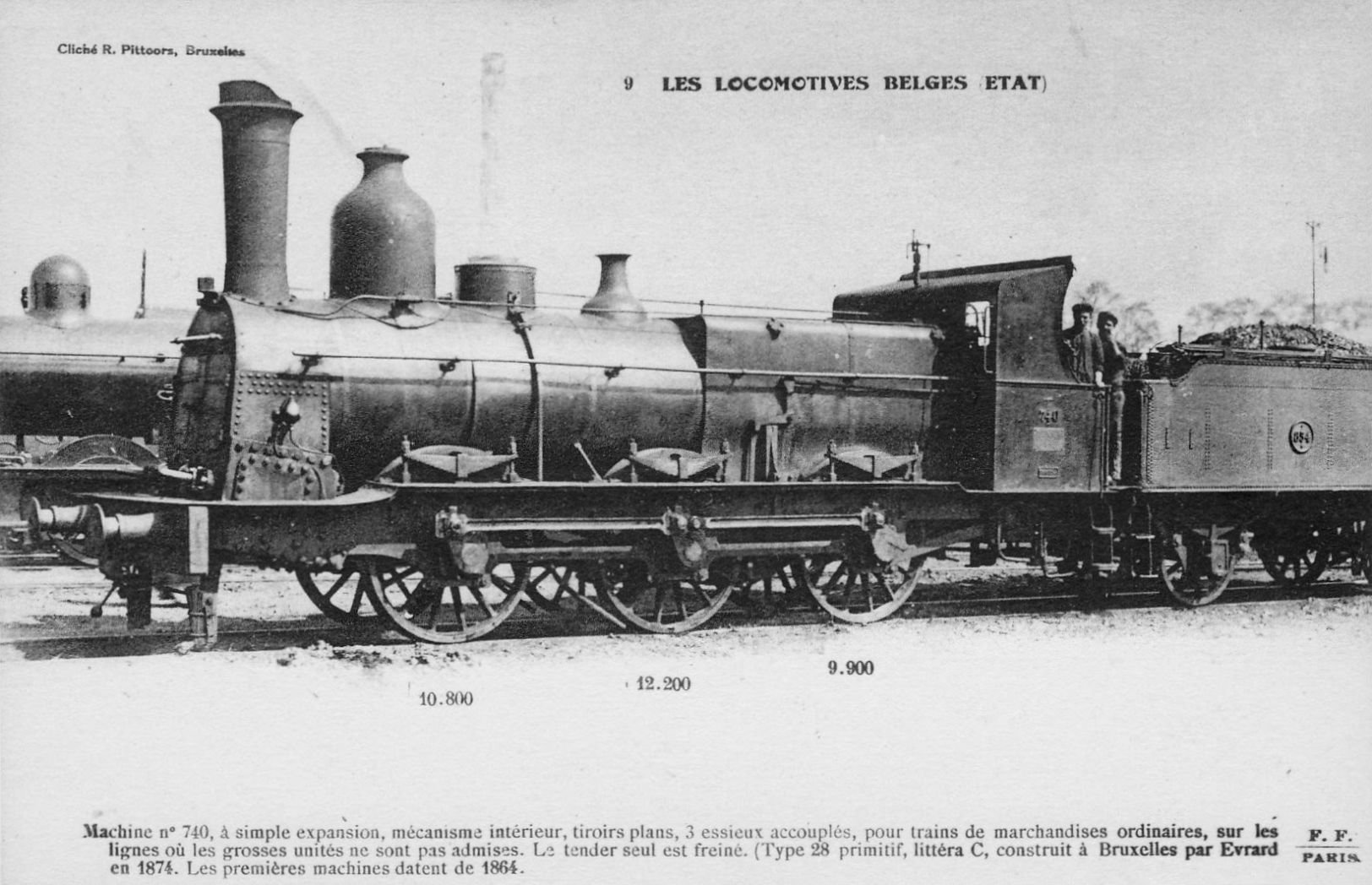
Locomotive Type 28 n°740 construite en 1874 ; elle figurait encore à l'inventaire en 1926.
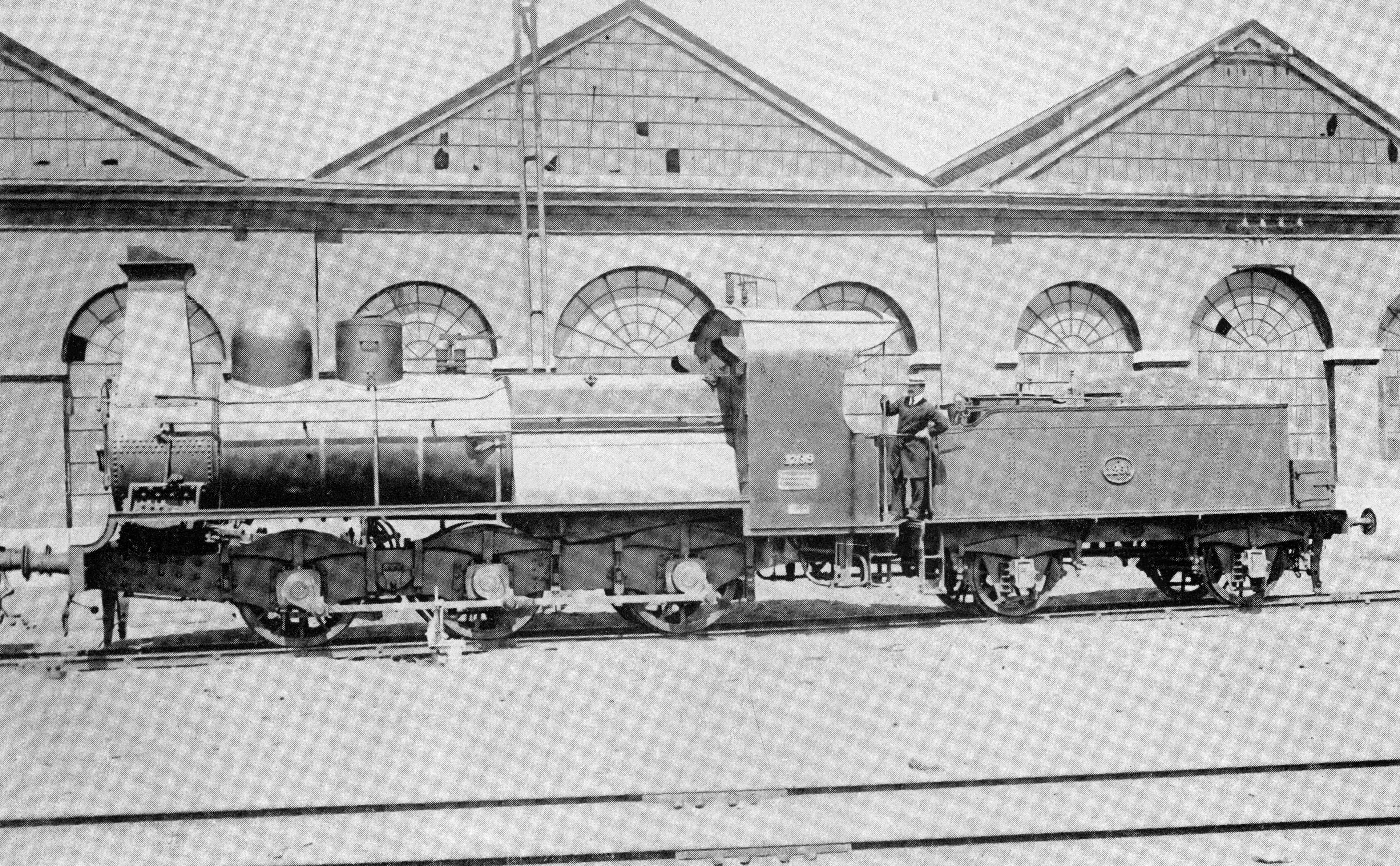
Type 25 à cheminée carrée. Suivant la pratique des type 28, les longerons extérieurs du châssis recouvrent les roues.
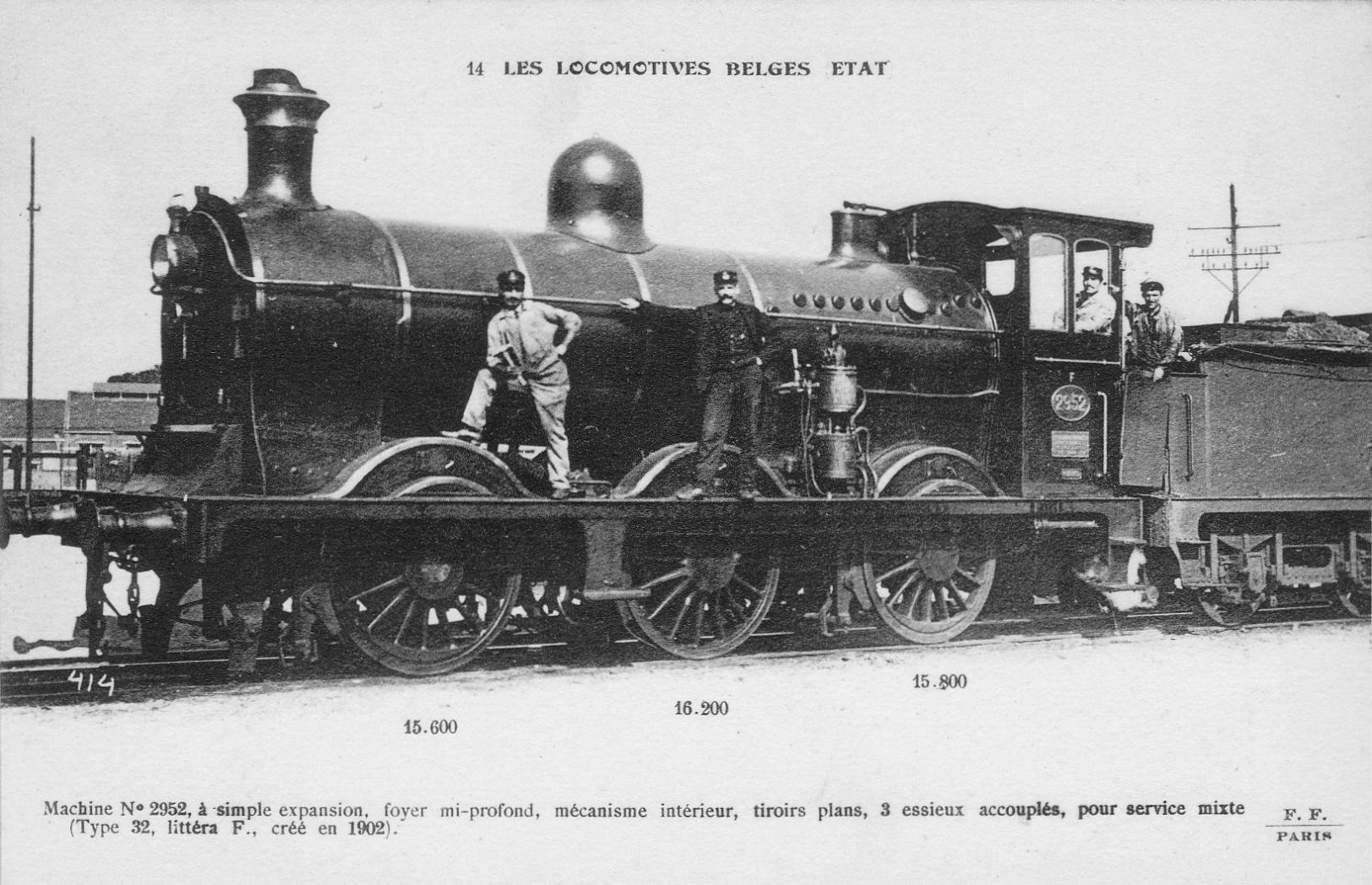
Type 32 sans surchauffe. Cet exemplaire livré en 1902 ne verra pas la fin de la Première Guerre mondiale.

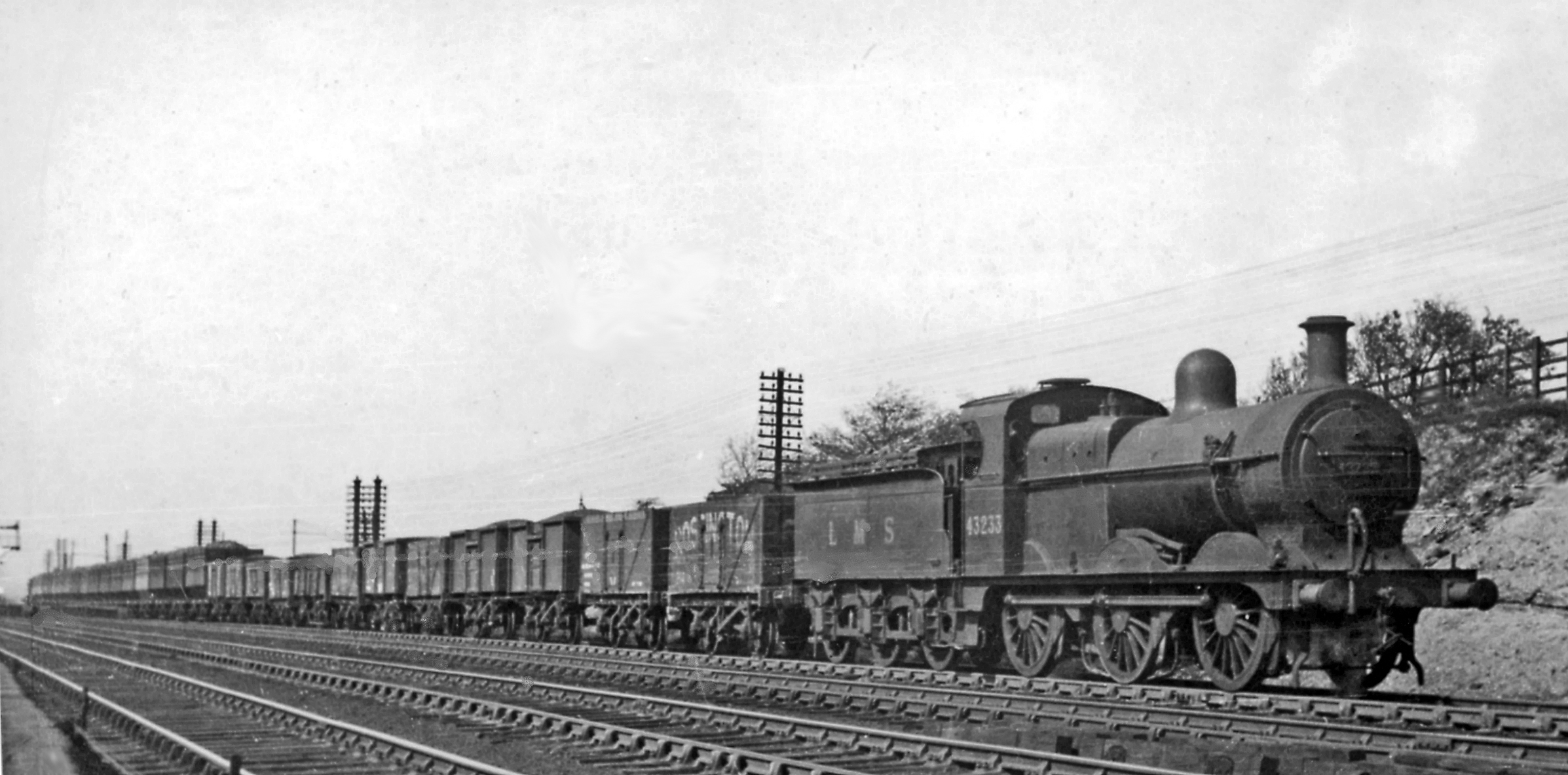
Locomotive ex-Midland Railway du London, Midland and Scottish Railway en 1950.

### Royaume-Uni
Les 030 à cylindres intérieurs représenteront la norme dans les îles britanniques et donneront lieu à de très nombreuses variantes construites jusqu'à l'entre-deux-guerres.